# Heracles in het seizoen 1960/61
Het seizoen 1960/1961 was het zevende jaar in het bestaan van de Almelose voetbalclub Heracles. De club kwam uit in de Eerste divisie B en eindigde daarin op de derde plaats. Tevens deed de club mee aan het toernooi om de KNVB beker, hierin werd in de kwartfinale verloren van Ajax (1–2).

## Wedstrijden

### Eerste divisie B
|       | Be Quick | Blauw-Wit | DHC   | EBOH   | Eindhoven | Excelsior | Go Ahead | 't Gooi | Heerenveen | Helmond | RCH   | SHS   | Sittardia | SVV   | VSV    | Wageningen | ZFC   |
| ----- | -------- | --------- | ----- | ------ | --------- | --------- | -------- | ------- | ---------- | ------- | ----- | ----- | --------- | ----- | ------ | ---------- | ----- |
| Thuis | 2 – 2    | 2 – 4     | 3 – 1 | 11 – 0 | 5 – 0     | 1 – 0     | 4 – 1    | 6 – 1   | 4 – 1      | 3 – 1   | 5 – 1 | 2 – 1 | 6 – 0     | 7 – 2 | 10 – 2 | 7 – 0      | 4 – 1 |
| Uit   | 2 – 1    | 4 – 2     | 2 – 0 | 0 – 3  | 0 – 1     | 3 – 1     | 1 – 2    | 0 – 3   | 1 – 1      | 0 – 2   | 2 – 5 | 3 – 1 | 4 – 3     | 2 – 1 | 1 – 2  | 2 – 2      | 2 – 3 |

### KNVB beker
| Groepsfase                                              | Heracles                                      | 5 – 1 (3 – 1) | De Graafschap                                                             |
| 14 augustus 1960 Plaats: Almelo Bornsestraat            | Roel Greving 2', –', –' Joop Schuman 33', 34' |               | Ap Bosveld                                                                |
| Groepsfase                                              | DVC '26                                       | 3 – 8 (1 – 5) | Heracles                                                                  |
| 18 september 1960 Plaats: Didam Sportpark De Nevelhorst | Teuntje Bolk 30', –', –'                      |               | 12', –', –' Hennie van Nee –', –', –' Herman Vrielink –', –' Joop Schuman |
| Groepsfase                                              | Heracles                                      | 0 – 1 (0 – 1) | DOS                                                                       |
| 30 oktober 1960 Plaats: Almelo Bornsestraat             |                                               |               | 4' Bert Theunissen                                                        |
| Groepsfase                                              | Vitesse                                       | 2 – 2 (1 – 0) | Heracles                                                                  |
| 12 februari 1961 Plaats: Arnhem Nieuw-Monnikenhuize     | Loek den Edel 20' Loek Feijen 58'             |               | Hennie van Nee 85' Herman Vrielink                                        |
| 1e ronde                                                | Heracles                                      | 3 – 1 (2 – 1) | AGOVV                                                                     |
| 1 mei 1961 Plaats: Almelo Bornsestraat                  | Herman Vrielink 17', –' Roel Greving 75'      |               | 20' Dick Faber                                                            |
| 2e ronde                                                | Oldenzaal                                     | 0 – 1 (0 – 1) | Heracles                                                                  |
| 11 mei 1961 Plaats: Oldenzaal Haerstraat                |                                               |               | 28' Herman Vrielink                                                       |
| Kwartfinale                                             | Ajax                                          | 2 – 1 (1 – 1) | Heracles                                                                  |
| 1 juni 1961 Plaats: Amsterdam De Meer                   | Co Prins 3' Cees Groot 55'                    |               | 23' Roel Greving                                                          |

## Statistieken Heracles 1960/1961

### Eindstand Heracles in de Nederlandse Eerste divisie B 1960 / 1961
| Stand | Gespeeld | Gewonnen | Gelijk | Verloren | Punten | Doelpunten voor | Doelpunten tegen |
| ----- | -------- | -------- | ------ | -------- | ------ | --------------- | ---------------- |
| 3e    | 34       | 23       | 3      | 8        | 49     | 115             | 47               |

### Topscorers
| #                    | Naam             | Goal |
| -------------------- | ---------------- | ---- |
| 1.                   | Herman Vrielink  | 28   |
| 2.                   | Joop Schuman     | 27   |
| 3.                   | Roel Greving     | 23   |
| 4.                   | Hennie van Nee   | 20   |
| 5.                   | Dick Reekers     | 6    |
| 6.                   | Bennie Bartelink | 2    |
| 6.                   | Gerrit Pesman    | 2    |
| 6.                   | Bram Tusveld     | 2    |
| 9.                   | Darius Dhlomo    | 1    |
| Onbekende doelpunten |                  |      |
| –                    | Onbekend         | 4    |
| Totaal               | Totaal           | 115  |

| #      | Naam            | Goal |
| ------ | --------------- | ---- |
| 1.     | Herman Vrielink | 7    |
| 2.     | Roel Greving    | 5    |
| 3.     | Hennie van Nee  | 4    |
| 3.     | Joop Schuman    | 4    |
| Totaal | Totaal          | 20   |